# Edison Disc

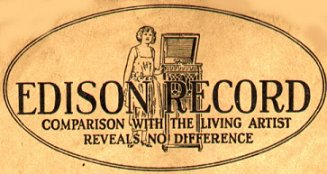
Logo Edison Record degli anni 10

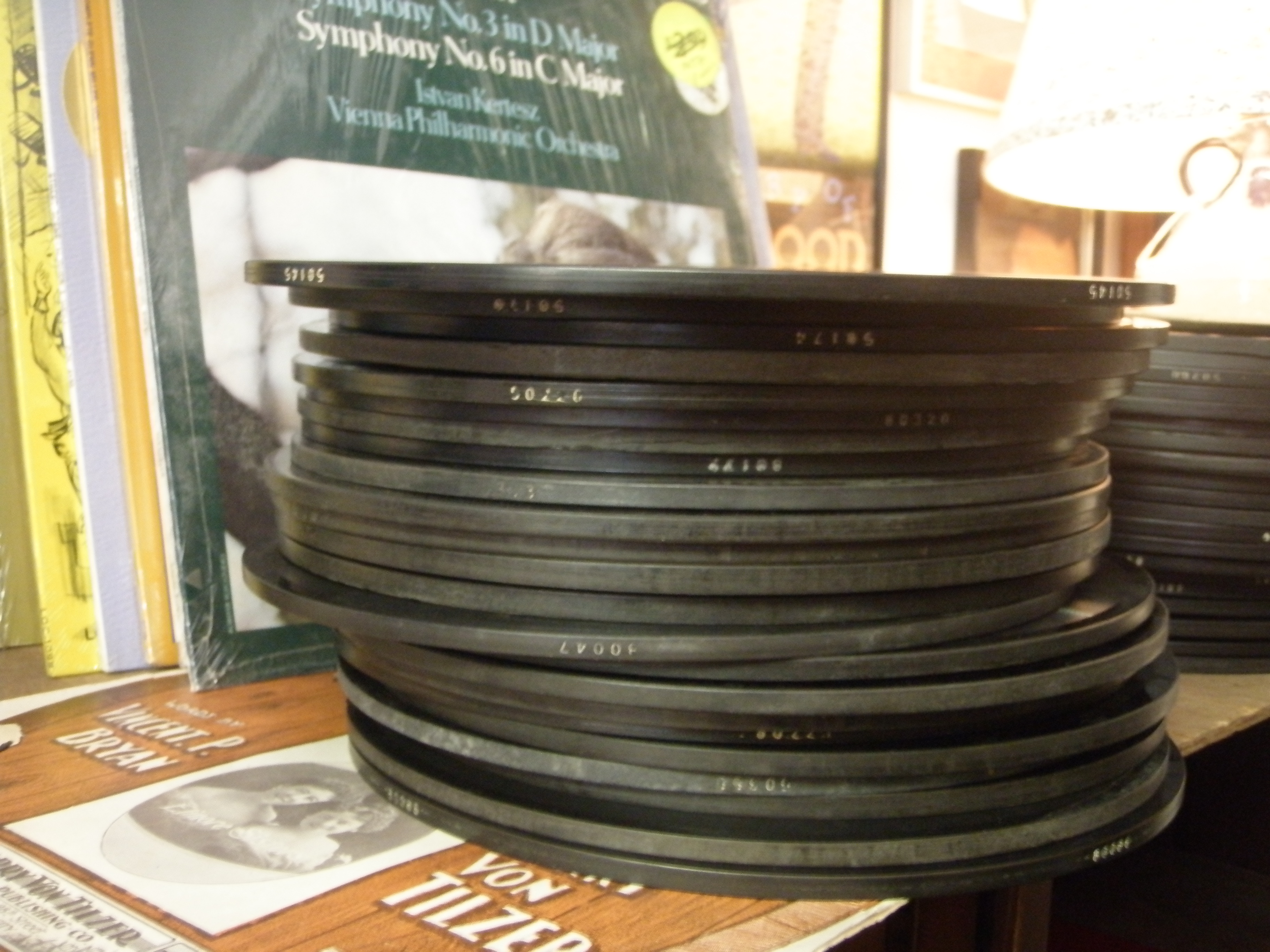
Una pila di dischi Edison a 80 giri

L'Edison Disc, noto anche come Diamond Disc, fu un tipo di disco per grammofono commercializzato dalla Edison Records dal 1912 al 1929.

## Storia
Edison si era in precedenza concentrato sulla produzione di cilindri fonografici, ma decise di entrare nel mercato del disco a causa della crescente quota di mercato delle registrazioni sonore su disco, soprattutto quelle di aziende come Victor Talking Machine Company (quelli che sarebbero poi stati chiamati "dischi a 78 giri"). La Victor e la maggior parte delle altre case discografiche utilizzavano il tracciamento laterale dei solchi, mentre nel sistema Edison il movimento era dall'alto in basso o verticale come in un cilindro fonografico. Un disco per fonografo Edison si distingueva per la membrana del riproduttore situata parallelamente alla superficie del disco. Il diaframma per dischi Victor (o simili) si trovava invece ad angolo retto rispetto alla superficie del disco.
Le scanalature su un disco di Edison erano lisce sui lati e avevano una profondità variabile mentre i dischi  standard, a lettura laterale, avevano una profondità più costante, ma i lati del solco erano ondulati. La dimensione del solco sul disco Edison (o "TPI", "solchi per pollice") era di 150 solchi per pollice, con scanalatura molto più sottile che sui dischi a lettura laterale, e pertanto i dischi da dieci pollici contenevano musica per un tempo di riproduzione notevolmente superiore a quello di Victor e Columbia - fino a quasi cinque minuti per lato. Il disco di Edison era poi spesso un ¼ di pollice (presumibilmente per evitare deformazioni), ed era riempito di segatura, e più tardi di caolino.
I fonografi di Victor non potevano riprodurre i dischi Edison poiché gli stilo utilizzati per la lettura avrebbero tagliato il suono registrato e il sistema Edison non poteva riprodurre i dischi Victor, o altri dischi a lettura laterale, a meno di disporre di attrezzature speciali, come l'adattatore Kent, esempio di dispositivo per riprodurre dischi Edison su una macchina Victor. La Brunswick Ultona era l'unica apparecchiatura, oltre al lettore di dischi Edison, in grado di leggere tali dischi, ma Edison effettuò un tentativo di frenare questa possibilità (un fonografo / grammofono che poteva leggere dischi Edison, Victor / 78 giri laterali, e dischi Pathé), affermando sull'etichetta dei suoi dischi "Questa registrazione non deve essere riprodotta su altri strumenti che non siano il fonografo di Edison, e declina ogni responsabilità per eventuali danni che possono verificarsi nell'ipotesi in cui questo avvertimento venga ignorato."

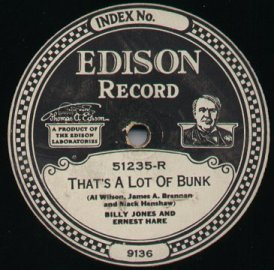
Etichetta di un disco "Diamond Disc" label, dei primi anni 1920, con incisioni di The Happiness Boys, Billy Jones e Ernie Hare

I dischi Edison ebbero il loro più grande successo commerciale fra la metà degli anni 1910 e gli inizi degli anni 1920, con picchi del vendita nel 1920. I dischi di Edison avevano probabilmente una maggiore fedeltà audio, ma erano più costosi e incompatibili con altre marche di dischi, e pertanto finirono con perdere quote di mercato. Nel 1926, un tentativo di far rivivere interesse per il proprio disco, la Edison mise sul mercato un disco long-playing con 450 solchi per pollice e rotazione a  80 giri, con tempi di riproduzione di 24 minuti per il disco di 10 pollici di diametro, e di 40 minuti per quello da 12 pollici, ma si riscontrarono dei problemi (in particolare rottura delle pareti del solco e in generale basso volume di riproduzione, spesso inferiore del 60% rispetto a quelle dei dischi normali), e il progetto non ebbe fortuna. Nel mese di agosto 1927, i dischi cominciarono ad essere registrati elettricamente, facendo diventare la Edison l'ultima etichetta importante ad adottare questo nuovo metodo di registrazione (più di due anni dopo che Victor, Columbia, e Brunswick si erano convertite dalla registrazione acustica). Le vendite continuarono a scendere, anche se i dischi Edison erano disponibili presso i concessionari fino a quando la società uscì dal business discografico a fine ottobre 1929. Gli ultimi master a taglio verticale vennero registrati all'inizio dell'estate di quell'anno. L'industria fonografica e dei dischi degli Stati Uniti raggiunse il culmine storico nel corso di quell'anno, inizio della Grande depressione, e l'aumento delle vendite radiofoniche depresse il mercato e pose numerose aziende fuori da esso.